# くにつく
『くにつく』は、ケイブにより開発・運営されていたソーシャルゲーム。2011年10月17日にGREE上にてサービスを開始。2012年11月9日にモバゲーでもサービスを開始した。基本プレイ無料（アイテム課金制）。

## 概要
ケイブ開発・運営によるソーシャルゲーム『しろつく』の姉妹作。内容は都市経営シミュレーションゲーム。プレイヤーは原始時代の指導者となり、自分の村を運営、育成していくことで文明を発展させて近代化していくことが目的となる。
『しろつく』では日本と戦国時代に限定されていたのに対し、本作は「全世界」と「全時代」が舞台となっている。このため、歴史上の偉人がキャラクターカードとして登場するほか、建築できる建物のバリュエーションも大幅に増えている。
『しろつく』同様、企画・ディレクション・プロデュースは古川雄樹、メインプログラマーは黒澤幸生が担当する。
2019年8月19日をもってサービスを終了した。

## ゲームシステム
基本的な遊び方は『しろつく』を踏襲しており、プレイヤーは原始時代の指導者となりテクノロジーを研究していくことで、より近代的な街を作れるようになる。
本作ではゲームを進めることで偉人カードを入手し、東西に分かれて999人vs999人が戦う合戦がある。合戦に参加することで、限定背景などを入手できる。
『しろつく』と同様にGPS機能による位置登録システムが導入されており、移動距離に応じて特産品やゲーム内通貨を獲得できる。